# فیلیپوفسکی (سرزمین آلتای)
فیلیپوفسکی (به لاتین: Filippovsky) یک منطقهٔ مسکونی در روسیه است که در سرزمین آلتای واقع شده‌است.